# مایکل جانسون (خواننده)
مایکل جانسون (انگلیسی: Michael Johnson؛ زاده ۸ اوت ۱۹۴۴ - درگذشته ۲۵ ژوئیهٔ ۲۰۱۷) موسیقی‌دان اهل ایالات متحده آمریکا بود. وی از سال ۱۹۵۷ میلادی تا ۲۰۱۷ مشغول فعالیت بوده‌است.